# Strahlaxius plectrorhynchus
Strahlaxius plectrorhynchus is een tienpotigensoort uit de familie van de Strahlaxiidae. De wetenschappelijke naam van de soort is voor het eerst geldig gepubliceerd in 1862 door Strahl.